# Јелена Бранковић
Јелена Бранковић (касније Мара или Марија; рођена 1447. године, умрла након 1500. године) била је жена посљедњег босанског краља Стефана Томашевића Котроманића и тако посљедња босанска краљица. Иако се њена посвекрва, Катарина Косача, често спомиње као посљедња босанска краљица, то је заправо била Мара.
Била последња краљица Босне и деспина Србије. Као најстарија ћерку покојног деспота српског Лазара Бранковића, 12-годишња деспина Јелена је 1459. године удата за босанског кнеза Стефана Томашевића. Тада је узела име Марија, док је њен муж преко ње добио титулу деспота Србије. Земља је покорена од Османлија за неколико месеци, а пар је побегао у Босну. Маријин муж је ступио на босански престо 1461. године, али је две године касније и краљевство пало у руке Османлија и он је погубљен. Краљица удовица Јелена избегла је заробљавање бежећи на обалу. Пошто је провела неколико година у млетачкој Далмацији, а можда и у Мађарској, краљица Марија Бранковић се настанила у османској Грчкој на двору својих тетака султаније Маре и грофице Катарине, где је провела живот у низу сукоба и правних спорова са грофицом Катарином Цељском, Републиком светог Влаха и светогорским манастирима.

## Породица
Посљедња босанска краљица била је најстарија кћерка српског деспота Лазара Бранковића сина деспота српског Ђурађа Бранковића, и византијске принцезе Јелене Палеолог, кћерке брата последњих византијских царева Јована VIII Палеолога и Константина XI Палеолога. Рођена је око 1447. године и крштена као Јелена (неки извори је називају и Јелача). Јелена није имала браће, већ две млађе сестре:
- Јерина Бранковић (Ирина)
- Милица Бранковић , удата за деспота Леонарда III Тока, с којим је имала сина Карла.

Њен отац је у тренутку њеног рођења имао два старија брата, Гргура и Стефана, али оба ослепљена и тако онемогућенаа да владају. Оваква ситуација учинила је Јелену пожељном младом, будући да је њен муж могао тражити власт над Србијом по њеном праву.
Питање Јеленине удаје добило је на важности изненадном смрћу Јелениног оца 20. јануара 1458. године. Бригу о деспини Јелени су од тада преузели њена мајка деспина Јелена и проосманлијски настројени војвода Михајло Анђеловић, брат великог везира Махмуд-паше Анђеловића. Након победе антиосманлијске и проугарске фракције у пролеће 1458. године, Османлије су започеле освајање Србије. Деспина Јелена Бранковић је постала марионета антиосманслијске фракције, а њен брак је могао спасити или уништити државу.

## Младост
Лазар је наследио свог оца на месту деспота 24. децембра 1456. године, али је његова владавина прекинута његовом смрћу 28. јануара 1458. године. Деспина Јелена Палеолог и Лазарев брат деспот Стефан су преузели власт и почели преговоре о браку између њене најстарије ћерке и Стефана Томашевића, старијег преживелог сина босанског краља Томаша Котроманића. Намера је била да се консолидује савез против претње ширења Османског царства, које је већ свело Деспотовину Србију на део земље којим се управљало од Смедеревске тврђаве. Стефан Томашевић је стигао у Смедерево током Страсне недеље 1459. године, преузимајући тврђаву и власт 21. марта. Свадба је прослављена 1. априла, прве недеље после Ускрса. Деспина Јелена Котроманић је убрзо прешла у Католичку веру и примила име у Марија.

## Брак
Недуго након смрти деспота Лазара почели су преговори о удаји деспине Јелене којој је у мираз била остављена цела држава. За будућег деспота Србије изабран је Стефан Томашевић, најстарији син и пријестолонасљедник босанског краља Стефана Томаша Котроманића. Пошто је босански краљ био вазал угарског краља, тада Матије Корвина Хуњадија, његов пристанак је био неопходан како би се склопио брак. Краљ Матија Корвин је дао свој пристанак 1458. године, те су започели преговори између краља Стефана Томаша оца Стефана Томашевића и Јеленине мајке, деспотице Јелене Палеолог Бранковић.
Владавина деспота Стефана Томашевића Котроманића у Србији била је кратког века. Османски султан Мехмед II Освајач сматрао је овај брак увредом својих права као господара Србије. Дана 20. јуна 1459. године, османске снаге су без борбе заузеле Смедерево и наставиле да припајају остатке српске државе свом царству. Деспот Стефан и деспина Марија су побегли у Босну, тражећи уточиште на двору његовог оца у Јајцу. Деспина Марија Бранковић је са собом носила мошти Светог јеванђелисте Луке, своју драгоцену породичну баштину. Након смрти краља Томаша у лето 1461. године, Маријин муж је постао краљ Босне. Марија Котроманић је постала нова краљица супруга, а њена свекрва краљица Катарина се вероватно повукла са двора као краљица удовица.
Ни Маријино краљевство није дуго трајало; 1462. њен муж је донео фаталну одлуку да одбије да плати данак Османлијама, који су почели да спремају напад којим је окончана независност Краљевине Босне. После османске инвазије у мају 1463. године, изгледа да је краљевска породица одлучила да се подели и побегне према суседној Хрватској и Далмацији у различитим правцима како би збунила и завела нападаче. Краљ Стефан, који је краљицу Марију послао у Далмацију са моштима Светог Луке, био је заробљен и погубљен. Две краљице, Марија Бранковић и Катарина Косача, биле су једине чланице краљевске породице које су побегле од освајача и обе су на крају стигле до територије Дубровачке Републике. Хроничар из XVI века Мавро Орбини писао је да је краљицу Марију Бранковић Котроманић заробио хрватски бан Павао Шпиранчић током свог путовања на обалу, али је то мало вероватно јер је и сам Павао отприлике у то време био у турском заточеништву.

### Српска деспотица
Дана 1. априла 1459. године склопљен је брак између дванаестогодишње Јелене и Стефана Томашевића. Одмах по венчању, Стефан Томашевић је преузео власт над Србијом и окончао једногодишњи интеррегнум који је владао од смрти Јелениног оца деспота Лазара Бранковића 1458. године.
Међутим, владавина деспота Стефана Томашевића у Србији је била кратког века. Пошто деспот Стефан Томашевић Котроманић није примио помоћ ни од угарског краља ни од свог оца, пад Србије је био неминован. У јуну 1459. године османски султан Мехмед II освојио је Србију, те су деспот Стефан Котроманић и деспина Јелена били присиљени да се склоне на двор његовог оца у Босни. Српска деспотовина је коначно пала 20. јуна 1459. године. Деспина Јелена је из Смедерева у Босну понела и мошти светог Луке, које је сачувала у Јајцу.

##### Долазак у Босну
Смедерево је пало већ 20. јуна 1459. године. Јеленин муж деспот Стефан је успео да наговори Османлије да он и његова породица напусте град. Деспина Јелена је са следећим лицима изашла из Смедерева :
- Деспот Стефан Томашевић;
- Деспина Јелена Палеолог;
- Кнез Радивој Остојић;
- Твртко Радивојевић Котроманић;
- Ђурађ Радивојевић Котроманић;
- Матија Шабанчић;
- Маргарита од Велике;
- Ирина Бранковић;
- Маријина тетка грофица Катарина ЦељскаМилица Бранковић;

Они су преко области Шумадије и Мачве стигли на границу Босне, затим су прешли Дрину и средином јула стигли у Бобовац, где их је примио босански краљ Стефан Томаш. Јеленина мајка и сестре су на овом путу скренуле за Угарску, тако да никад нису стигле у Бобовац. Деспина Јелена је ту остала са својим мужем деспотом Стефаном све до смрти свог свекра краља Томаша.

### Босанска краљица
Дана 10. јула 1461. године умро је Јеленин свекар, те је њен муж постао краљ Босне, а она босанска краљица, смењујући на томе положају маћеху свога мужа, краљицу Катарину Косачу. Јеленин муж је постао штићеник папе Пија II и још више продубио везу између босанске круне и Ватикане, што је започео његов отац. Папа Пије II му је послао круну којом га је његов делегат у новембру 1461. године крунисао за босанског краља, чиме је краљ Стефан Котроманић постао једини босански краљ крунисан по римокатоличкој церемонији. У духу мужевљевих настојања да се приближи Ватикану, краљица Јелена се 7. новембра или нешто касније одрекла имена које јој је дато крштењем у Православној цркви и узела име Девице Марије. Од тада па надаље, извори је називају краљицом Маром.
Краљ Стефан Котроманић и краљица Марија Бранковић су живели у краљевском граду Бобовцу све до 1463. године, када су га освојиле Османлије. Марин муж се тада склонио у Јајце, а затим у Кључ. По османском освајању Босне, 5. јуна 1463. године, Маријин муж је погубљен - краљица Марија је остала удовица са шеснаест година. Босанско краљевство је срушено и постало је део Османлијског царства. Краљица Мара Котроманић је мошти светог Луке понела са собом у изгнанство, да би на крају, вероватно продајом, завршиле у рукама Млечана.

### Деца
Према записима бискупа Ангела Масарелија, краљица Мара је са краљем Стефаном Томашевићем имала двоје неименоване деце. Међутим, Масарелијеви записи не наводе њихова имена, нити икакве биографске податке.

## Удовиштво
Различити извори различито описују Марин живот након пада Босне. Док је њена свекрва, краљица Катарина, побегла у Рим, сви извори потврђују да је краљица Мара остала у Османском царству, које је укључивало и њену домовину.

### Односи са Дубровником
По паду Босне краљица Мара се обратила за помоћ Дубровачкој Републици тражећи склониште и депоновани новац свог мужа, али јој је захтев био одбијен. Краљица Марија Бранковић Котроманић је, журећи да побегне од освајача, оставила иза себе своју највриједнију имовину - мошти светог Луке. Фрањевци су их узели и понели према Дубровнику, где их је пресрео у Пољицама локални војвода Иваниш Влатковић, краљичин пријатељ, те им није допустио да наставе без њене дозволе. Дубровачке власти су 9. јула издале декрет којим се краљици дозвољава да се склони на једно од њихових острва. У декрету се такође помиње важно питање о коме су Дубровчани желели да разговарају са њом, највероватније продаја моштију. Она је у међувремену преговарала с Млечанима о продаји моштију, док су Дубровчани бесно захтевали њихово изручење. У августу 1463. године, краљица Марија у писму изражава своје незадовољство шкртарењем Млечана и њиховој смелости да доводе у питање аутентичности моштију. Иако јој је угарски краљ Матија Корвин нудио доживотно власништво над три дворца, у замену за мошти, краљица Мара Бранковић их је на крају ипак преко војводе Иваниша Влатковића продала Млечанима. И војвода Иваниш и краљица Марија су награђени од Венеције, с тим што је краљици Марији Бранковић дозвољено да се настани у бенедиктинском манастиру Светог Стефана под Боровима код Сплита.

### Живот у Сплиту
Са својом пратњом, коју су чиниле босанске велможе, млада удовица се скрасила у Сплиту, у бенедиктинском манастиру Светог Стефана под боровима. Ту је редовно примала у посету своје земљаке, али и Мађаре, што се није свидело млетачкој влади. Стога су Млечани наредили сплитском кнезу да је удаљи из Сплита. Краљица Мара Котроманић је убрзо замољена да се пресели у Шибеник или неко суседно острво, због лоших животних услова у манастиру, са намером да је трајно уклоне са своје територије. Увређена оваквим поступањем, краљица Марија Бранковић Котроманић је 1466. године напустила Сплит и запутила се у Истру, одакле је отишла мајци у Угарску. За разлику од своје маћехе краљице Катарине (па чак и угарског краља Матије Корвина), 16-годишња краљица Марија се суздржавала од полагања права на баштину босанских краљева током свог прогонства у Далмацији и Дубровнику.

### Краљица Марија у Османском царству
Године 1474. обраћа се Дубровачкој Републици са захтевом да јој се исплати заоставштина њеног мужа која је код њих била на чувању. Дубровник је одбио да преда поклад краља Стефана Котроманића, налазећи за то разне разлоге, а исто чини и 1477. године када краљица Марија Бранковић понавља свој захтев. У октобру 1484. краљица Марија се обратила Узвишеној Порти да затражи помоћ султана Бајазита II да поврати трећину депозита њеног деде у Дубровнику, за који је инсистирала да није враћен њеном оцу. Султан Бајазит II је писао Дубровнику и послао изасланика да донесе злато, али су му Дубровчани одговорили писмом да је депозит враћен деспоту Лазару. Краљица Марија је, међутим, оспорила аутентичност очевог печата, а султан Бајазит II је стао на њену страну. Није познато да ли су Дубровчани послушали Бајазитову заповест да пошаљу злато краљици Марији Котроманић, али против њених навода има доста доказа у писмима њеног оца и стрица.
Краљица Мара Бранковић Котроманић је неко време боравила на султановом двору, где је стекла непопуларност сплеткама против најближе родбине. Исти тврде да је краљица Марија умрла 1474. године на острву Лефкади. Мајкл Анголд пише како је краљица Мара након мужевог погубљења наставила да живи у Османском царству са својим теткама, султанијом Маром и цељском грофицом Катарином, на султанијином имању близу Сера. Након смрти тетки, краљица Мара Бранковић је требало да наследи њихову имовину (будући да султанија Мара Бранковић никада није имала децу, а цељска грофица Катарина Бранковић је надживела своје троје деце). Део њихове имовине био је обећан манастирима, а како се није знало тачно колико је имовине требало припасти манастирима, краљица Мара Котроманић је на шеријатском суду тражила тридесет хиљада златника за које је тврдила да су у поседу монаха, иако је требало да припадну њој након смрти грофице Катарине. Испоставило се да није била у могућности да докаже своје тврдње.
Око 1495. године, краљица Марија се умешала у још један правни спор са Дубровником, овога пута око Стонског дохотка. Данак је Дубровачка република плаћала српским владарима још од владавине цара Стефана Душана, али је приход уступио манастиру Светих Архангела Михаила и Гаврила у Јерусалиму. Њена тетка султанија Мара је повратила приходе након затварања манастира, а након њене смрти њиме је управљала грофица Катарина. Краљица Марија је одлучила да то захтева као законски наследник својих тетака, али су светогорски манастири Хиландар и Светог Павла навели неформализовано завештање њених тетака.
Пред крај живота доселила се код свога ујака, Манојла Палеолога, близу града Чорлу у Тракији. Краљица Мара Бранковић Котроманић је умрла у том граду након 1500. године, када је извори описују као злу жену, те да је сахрањена у локалној цркви заједно са својим ујаком. Последњи пут се спомиње 24. јануара 1495. године када Дубровчани свом изасланику у Цариграду дају упутство да не одговара ни на каква питања о босанској краљици Марији.
Постоји теорија да се краљица Мара Котроманић у једном тренутку придружила харему неког турског генерала, односно да је била присиљена постати супруга или куртизана османског паше. Није јасно зашто је краљица Марија уживала тако снажну подршку султана Бајазита II у својим разним сукобима и обичним преварама. Објашњење може понудити прича њеног рођака Теодора Спандоунеса, који је неко време живео са својим теткама и чија је породица одржавала блиске односе са династијом Бранковића. Он је писао да се краљица Марија удала за спахију са којим није имала деце, али је отишао толико далеко да је тврдио да су је Турци ухватили у Босни и натерали на брак, што је очигледно нетачно.

## Преци
Краљица Мара Бранковић и краљица Катарина Косача биле су рођаке у трећем колену, будући да су обе биле потомци српског кнеза Лазара Хребељановића. У првих пет генерација предака краљице Маре Бранковић Котроманић спадају три византијска цара, два са мајчине и један са очеве стране породице.
|  |                                        |  |  |  |  |  |  |  |  |  |  |  | 16. Branko Mladenović |  |  |  |
|  |                                        |  |  |  |  |  |  |  |  |  |  |  |                       |  |  |  |
|  |                                        |  |  |  |  |  |  |  |  |  |  |  |                       |  |  |  |
|  |                                        |  |  |  |  |  |  |  |  |  |  |  |                       |  |  |  |
|  | 8. Vuk Branković                       |  |  |  |  |  |  |  |  |  |  |  |                       |  |  |  |
|  |                                        |  |  |  |  |  |  |  |  |  |  |  |                       |  |  |  |
|  |                                        |  |  |  |  |  |  |  |  |  |  |  |                       |  |  |  |
|  |                                        |  |  |  |  |  |  |  |  |  |  |  |                       |  |  |  |
|  | 17. nepoznato                          |  |  |  |  |  |  |  |  |  |  |  |                       |  |  |  |
|  |                                        |  |  |  |  |  |  |  |  |  |  |  |                       |  |  |  |
|  |                                        |  |  |  |  |  |  |  |  |  |  |  |                       |  |  |  |
|  |                                        |  |  |  |  |  |  |  |  |  |  |  |                       |  |  |  |
|  | 4. Đurađ Branković                     |  |  |  |  |  |  |  |  |  |  |  |                       |  |  |  |
|  |                                        |  |  |  |  |  |  |  |  |  |  |  |                       |  |  |  |
|  |                                        |  |  |  |  |  |  |  |  |  |  |  |                       |  |  |  |
|  |                                        |  |  |  |  |  |  |  |  |  |  |  |                       |  |  |  |
|  | 18. Lazar Hrebeljanović                |  |  |  |  |  |  |  |  |  |  |  |                       |  |  |  |
|  |                                        |  |  |  |  |  |  |  |  |  |  |  |                       |  |  |  |
|  |                                        |  |  |  |  |  |  |  |  |  |  |  |                       |  |  |  |
|  |                                        |  |  |  |  |  |  |  |  |  |  |  |                       |  |  |  |
|  | 9. Mara Lazarević                      |  |  |  |  |  |  |  |  |  |  |  |                       |  |  |  |
|  |                                        |  |  |  |  |  |  |  |  |  |  |  |                       |  |  |  |
|  |                                        |  |  |  |  |  |  |  |  |  |  |  |                       |  |  |  |
|  |                                        |  |  |  |  |  |  |  |  |  |  |  |                       |  |  |  |
|  | 19. Milica Nemanjić                    |  |  |  |  |  |  |  |  |  |  |  |                       |  |  |  |
|  |                                        |  |  |  |  |  |  |  |  |  |  |  |                       |  |  |  |
|  |                                        |  |  |  |  |  |  |  |  |  |  |  |                       |  |  |  |
|  |                                        |  |  |  |  |  |  |  |  |  |  |  |                       |  |  |  |
|  | 2. Lazar Branković                     |  |  |  |  |  |  |  |  |  |  |  |                       |  |  |  |
|  |                                        |  |  |  |  |  |  |  |  |  |  |  |                       |  |  |  |
|  |                                        |  |  |  |  |  |  |  |  |  |  |  |                       |  |  |  |
|  |                                        |  |  |  |  |  |  |  |  |  |  |  |                       |  |  |  |
|  | 20. Matej Kantakuzin (vizantijski car) |  |  |  |  |  |  |  |  |  |  |  |                       |  |  |  |
|  |                                        |  |  |  |  |  |  |  |  |  |  |  |                       |  |  |  |
|  |                                        |  |  |  |  |  |  |  |  |  |  |  |                       |  |  |  |
|  |                                        |  |  |  |  |  |  |  |  |  |  |  |                       |  |  |  |
|  | 10. Dimitrije I Kantakuzin             |  |  |  |  |  |  |  |  |  |  |  |                       |  |  |  |
|  |                                        |  |  |  |  |  |  |  |  |  |  |  |                       |  |  |  |
|  |                                        |  |  |  |  |  |  |  |  |  |  |  |                       |  |  |  |
|  |                                        |  |  |  |  |  |  |  |  |  |  |  |                       |  |  |  |
|  | 21. Irena Paleolog                     |  |  |  |  |  |  |  |  |  |  |  |                       |  |  |  |
|  |                                        |  |  |  |  |  |  |  |  |  |  |  |                       |  |  |  |
|  |                                        |  |  |  |  |  |  |  |  |  |  |  |                       |  |  |  |
|  |                                        |  |  |  |  |  |  |  |  |  |  |  |                       |  |  |  |
|  | 5. Irina Kantakuzin                    |  |  |  |  |  |  |  |  |  |  |  |                       |  |  |  |
|  |                                        |  |  |  |  |  |  |  |  |  |  |  |                       |  |  |  |
|  |                                        |  |  |  |  |  |  |  |  |  |  |  |                       |  |  |  |
|  |                                        |  |  |  |  |  |  |  |  |  |  |  |                       |  |  |  |
|  |                                        |  |  |  |  |  |  |  |  |  |  |  |                       |  |  |  |
|  |                                        |  |  |  |  |  |  |  |  |  |  |  |                       |  |  |  |
|  |                                        |  |  |  |  |  |  |  |  |  |  |  |                       |  |  |  |
|  |                                        |  |  |  |  |  |  |  |  |  |  |  |                       |  |  |  |
|  | 11. Eufrosina Paleolog                 |  |  |  |  |  |  |  |  |  |  |  |                       |  |  |  |
|  |                                        |  |  |  |  |  |  |  |  |  |  |  |                       |  |  |  |
|  |                                        |  |  |  |  |  |  |  |  |  |  |  |                       |  |  |  |
|  |                                        |  |  |  |  |  |  |  |  |  |  |  |                       |  |  |  |
|  |                                        |  |  |  |  |  |  |  |  |  |  |  |                       |  |  |  |
|  |                                        |  |  |  |  |  |  |  |  |  |  |  |                       |  |  |  |
|  |                                        |  |  |  |  |  |  |  |  |  |  |  |                       |  |  |  |
|  |                                        |  |  |  |  |  |  |  |  |  |  |  |                       |  |  |  |
|  | 1. Jelena Branković (Mara)             |  |  |  |  |  |  |  |  |  |  |  |                       |  |  |  |
|  |                                        |  |  |  |  |  |  |  |  |  |  |  |                       |  |  |  |
|  |                                        |  |  |  |  |  |  |  |  |  |  |  |                       |  |  |  |
|  |                                        |  |  |  |  |  |  |  |  |  |  |  |                       |  |  |  |
|  | 24. Jovan V Paleolog (vizantijski car) |  |  |  |  |  |  |  |  |  |  |  |                       |  |  |  |
|  |                                        |  |  |  |  |  |  |  |  |  |  |  |                       |  |  |  |
|  |                                        |  |  |  |  |  |  |  |  |  |  |  |                       |  |  |  |
|  |                                        |  |  |  |  |  |  |  |  |  |  |  |                       |  |  |  |
|  | 12. Manojlo II Paleolog                |  |  |  |  |  |  |  |  |  |  |  |                       |  |  |  |
|  |                                        |  |  |  |  |  |  |  |  |  |  |  |                       |  |  |  |
|  |                                        |  |  |  |  |  |  |  |  |  |  |  |                       |  |  |  |
|  |                                        |  |  |  |  |  |  |  |  |  |  |  |                       |  |  |  |
|  | 25. Jelena Kantakuzin                  |  |  |  |  |  |  |  |  |  |  |  |                       |  |  |  |
|  |                                        |  |  |  |  |  |  |  |  |  |  |  |                       |  |  |  |
|  |                                        |  |  |  |  |  |  |  |  |  |  |  |                       |  |  |  |
|  |                                        |  |  |  |  |  |  |  |  |  |  |  |                       |  |  |  |
|  | 6. Toma Paleolog                       |  |  |  |  |  |  |  |  |  |  |  |                       |  |  |  |
|  |                                        |  |  |  |  |  |  |  |  |  |  |  |                       |  |  |  |
|  |                                        |  |  |  |  |  |  |  |  |  |  |  |                       |  |  |  |
|  |                                        |  |  |  |  |  |  |  |  |  |  |  |                       |  |  |  |
|  | 26. Konstantin Dragaš                  |  |  |  |  |  |  |  |  |  |  |  |                       |  |  |  |
|  |                                        |  |  |  |  |  |  |  |  |  |  |  |                       |  |  |  |
|  |                                        |  |  |  |  |  |  |  |  |  |  |  |                       |  |  |  |
|  |                                        |  |  |  |  |  |  |  |  |  |  |  |                       |  |  |  |
|  | 13. Jelena Dragaš                      |  |  |  |  |  |  |  |  |  |  |  |                       |  |  |  |
|  |                                        |  |  |  |  |  |  |  |  |  |  |  |                       |  |  |  |
|  |                                        |  |  |  |  |  |  |  |  |  |  |  |                       |  |  |  |
|  |                                        |  |  |  |  |  |  |  |  |  |  |  |                       |  |  |  |
|  |                                        |  |  |  |  |  |  |  |  |  |  |  |                       |  |  |  |
|  |                                        |  |  |  |  |  |  |  |  |  |  |  |                       |  |  |  |
|  |                                        |  |  |  |  |  |  |  |  |  |  |  |                       |  |  |  |
|  |                                        |  |  |  |  |  |  |  |  |  |  |  |                       |  |  |  |
|  | 3. Jelena Paleolog                     |  |  |  |  |  |  |  |  |  |  |  |                       |  |  |  |
|  |                                        |  |  |  |  |  |  |  |  |  |  |  |                       |  |  |  |
|  |                                        |  |  |  |  |  |  |  |  |  |  |  |                       |  |  |  |
|  |                                        |  |  |  |  |  |  |  |  |  |  |  |                       |  |  |  |
|  | 28. Androniko Asano Zaccaria           |  |  |  |  |  |  |  |  |  |  |  |                       |  |  |  |
|  |                                        |  |  |  |  |  |  |  |  |  |  |  |                       |  |  |  |
|  |                                        |  |  |  |  |  |  |  |  |  |  |  |                       |  |  |  |
|  |                                        |  |  |  |  |  |  |  |  |  |  |  |                       |  |  |  |
|  | 14. Centurion II Akajski               |  |  |  |  |  |  |  |  |  |  |  |                       |  |  |  |
|  |                                        |  |  |  |  |  |  |  |  |  |  |  |                       |  |  |  |
|  |                                        |  |  |  |  |  |  |  |  |  |  |  |                       |  |  |  |
|  |                                        |  |  |  |  |  |  |  |  |  |  |  |                       |  |  |  |
|  |                                        |  |  |  |  |  |  |  |  |  |  |  |                       |  |  |  |
|  |                                        |  |  |  |  |  |  |  |  |  |  |  |                       |  |  |  |
|  |                                        |  |  |  |  |  |  |  |  |  |  |  |                       |  |  |  |
|  |                                        |  |  |  |  |  |  |  |  |  |  |  |                       |  |  |  |
|  | 7. Katarina Akajska                    |  |  |  |  |  |  |  |  |  |  |  |                       |  |  |  |
|  |                                        |  |  |  |  |  |  |  |  |  |  |  |                       |  |  |  |
|  |                                        |  |  |  |  |  |  |  |  |  |  |  |                       |  |  |  |
|  |                                        |  |  |  |  |  |  |  |  |  |  |  |                       |  |  |  |
|  | 30. Leonard II Toko                    |  |  |  |  |  |  |  |  |  |  |  |                       |  |  |  |
|  |                                        |  |  |  |  |  |  |  |  |  |  |  |                       |  |  |  |
|  |                                        |  |  |  |  |  |  |  |  |  |  |  |                       |  |  |  |
|  |                                        |  |  |  |  |  |  |  |  |  |  |  |                       |  |  |  |
|  | 15. Kreusa Toko                        |  |  |  |  |  |  |  |  |  |  |  |                       |  |  |  |
|  |                                        |  |  |  |  |  |  |  |  |  |  |  |                       |  |  |  |
|  |                                        |  |  |  |  |  |  |  |  |  |  |  |                       |  |  |  |
|  |                                        |  |  |  |  |  |  |  |  |  |  |  |                       |  |  |  |
|  | 31. Marija Tocco                       |  |  |  |  |  |  |  |  |  |  |  |                       |  |  |  |
|  |                                        |  |  |  |  |  |  |  |  |  |  |  |                       |  |  |  |
|  |                                        |  |  |  |  |  |  |  |  |  |  |  |                       |  |  |  |